# 曼泰洛
曼泰洛（義大利語：Mantello），是意大利松德里奥省的一个市镇。总面积3平方公里，人口751人，人口密度250.3人/平方公里（2009年）。国家统计（ISTAT）代码为014039。